# 07 Vestur
07 Vestur er en færøsk fodboldklub, der blev etableret i 2007. Klubben er baseret i Sandavágur og Sørvágur på øen Vágar. 

## Hæder
1. deild
- Vindere: 2008, 2010, 2012

## Trænere
- Tommy Christiansen (1990)
- Finn Røntved (1995)
- Albert Ellefsen & Páll Fróði Joensen (1995)
- Albert Ellefsen (1996)
- Piotr Krakowski (1997)
- Kęstutis Latoža (2000–01)
- Albert Ellefsen (2001)
- Suni á Dalbø (2002)
- Albert Ellefsen (2002–03)
- Jógvan Nordbúð (2004)
- Bill McLeod Jacobsen (2005–06)
- Hegga Samuelsen (2006)
- Bobby Bolton (2006)
- Jan Dam (2007)
- Piotr Krakowski (January 1, 2008 – December 31, 2009)
- Hegga Samuelsen (October 1, 2010 – May 27, 2011)
- Jóhan Nielsen (June 1 – Dec 31, 2011)
- Piotr Krakowski (Jan 1, 2012 – 2013)
- Hegga Samuelsen (2014—2016)
- Trygvi Mortensen (2017—?)
- Michael Schjønberg (2022-23)